# Россонь
Ро́ссонь (эст. Rosona) — река в Кингисеппском районе Ленинградской области, соединяющая реки Нарва и Луга.

## Общие сведения
Протекает по междуречью Луги и Нарвы, соединяя участки нижнего течения обеих рек. Исток и устье этой реки выделяется условно, так как Россонь (в строгом понятии этих определений) их не имеет. Соединяя реку Лугу от 25-го км вверх по течению от её устья (урочище Буяновка) и реку Нарву (в 300 метрах от её устья) она попеременно пропускает воды одной реки в другую. Таким образом, Россонь периодически меняет местами свои географические исток и устье.
Длина реки — 26 км. Площадь водосборного бассейна на междуречье составляет всего 63 км². Уклон продольного профиля — меньше 8 мм/1 км. Коэффициент извилистости (отношение длины русла к прямой линии соединяющей исток и устье) равен 1.89. Средняя скорость течения — около 0,1 м/с (пост Венекюла). Средний расход воды составляет 18 м³/с (пост Венекюла).
Большинство публикаций связывает образование Россони с одной из стадий отступания ледника, когда устье Нарвы было занято льдами и её воды текли по руслу Россони, огибая край ледника.

## Бифуркация
Очень часто Россони приписывают бифуркацию, ошибочно связывая его с эпизодическим изменением направления её течения. На самом деле бифуркация, как таковая, отмечается не на Россони, а на Луге в месте, где Россонь берёт начало.
Согласно последним исследованиям, бифуркация реки Луги через Россонь является сомнительной, так как Россонь берёт начало в Нарве и впадает в Лугу. Именно на Нарве произошло раздвоение (бифуркация) её русла с образованием двух рек, впадающих в различные водоёмы.

## Особенность водного режима
Главной особенностью водного режима Россони является эпизодическая смена направления её течения. На данный момент известны две, независимые друг от друга, причины этого уникального явления.
Первая связана с водными режимами рек Луги и Нарвы. Они, несмотря на их географическую близость, формируются в разных, по физико-географическим условиям, бассейнах, что соответственно отражается на их гидрологических характеристиках.
Так, река Нарва, вытекающая из Псковско-Чудского водоёма (через Нарвское водохранилище), имеет зарегулированный сток, относительно равномерный в течение всего года. На участке примыкания реки Россони её уровень бо́льшую часть года (свыше 330 дней) выше лужского. По этой причине основное направление течения Россони происходит в лужском направлении.
Река Луга, наоборот, имеет пиковое (до катастрофического) половодье, эпизодические дождевые паводки, низкую летнюю и зимнюю межень. То есть распределение стока реки Луги носит неравномерный, сезонный характер.
По этой причине уровни воды Россони в её Лужском и Нарвском устьях постоянно меняются, образуя перепад относительно друг друга. Во время весеннего половодья уровень воды в Луге резко возрастает, а зарегулированный уровень Нарвы изменяется мало. Разница этих уровней может достигать полутора метров. В таких условиях полые лужские воды уходят по руслу Россони. Особенно это выражено, когда на Луге наблюдаются зажорные/заторные явления ниже места впадения в неё Россони. В последнем случае практически весь объём лужского половодья устремляется через Россонь в Нарву, заливая обширные низменные территории и размывая берега. Иногда это приобретает катастрофический характер. Так, в 40-х годах XIX века в деревне Саркуль за сутки был смыт прибрежный холм высотой около 10 метров и площадью до 1,5 Га.
В остальное время года Россонь несёт свои воды из Нарвы в Лугу. Считается, что это направление может быть нарушено поднятием уровня Луги за счёт дождевых паводков, которые здесь происходит ранее, чем на Нарве. Однако исследования показали, что уклон настолько незначителен и краткосрочен, что реверсирование течения не успевает произойти.

## История формирования
Формирование Россони происходило сравнительно недавно и имело очень сложную историю. Дело в том, что территория междуречья Луги и Нарвы (от трассы С-Петербург-Нарва до побережья Финского залива) со времени ухода отсюда Валдайского ледника испытала многократные трансгрессии Балтийского моря. Это приводило к многократной перестройке всего местного ландшафта и гидрографической сети в частности.
Россонь как отдельная река обособилась совсем недавно — около 4500-4000 лет назад (здесь и далее приведён абсолютный калиброванный радиоуглеродный возраст (cal. ca BP)), унаследовав эрозионную долину, выработанную более ранним водотоком.
Началом заложения будущей долины Россони послужил спуск обширной лагуны Литоринового моря, которая занимала значительную площадь междуречья приблизительно 6500-6000 лет назад. Лагуна была обособлена от Балтики протяжённой пересыпью, берущей своё начало от деревни Мерикюля (Эстония), до Курголовского полуострова (далее — Мерикюльская пересыпь). Эта лагуна была проточной. С юга, в районе урочища Смолка, в неё впадала река Нарва. А спуск лагуны происходил вдоль Мерикюльской пересыпи на северо-восток, в районе современной Лужской губы.
В период регрессии Литоринового моря уровень Балтики постепенно снижался, что привело к постепенному обмелению и сокращению площади Литориновой лагуны. Вслед за её отступающей на северо-восток береговой линией прокладывала свой путь река Нарва, пополняя объём водной массы лагуны и продлевая этим время её существования.
На месте крупных плёсов Литориновой лагуны обособились проточные озёра: одно на месте современного болота Лекова (Эстония), другое — на месте болота Кадер. Эти озера были соединены друг с другом протокой вдоль Мерикюльской пересыпи. В озеро Лекова с юга впадала река Нарва. Из Лекова по протоке Нарвские воды попадали в озеро Кадер, а оттуда уже в Балтику, в район современной Лужской губы.
Со временем (приблизительно до 5000-4800 лет назад) лагуны полностью обмелели и превратились в болота. Река Нарва в этот период текла вдоль Мерикюльской пересыпи на северо-восток и впадала в Лужскую губу в районе современного посёлка Большое Куземкино.
4500-4000 лет назад, началась очередная трансгрессия Балтики (Лимневая). Уровень поднялся, по разным данным, на 3-4 м. Это привело к локальному размыву Мерикюльской пересыпи в районе деревни Венекюля. Вероятно, в этот период в непосредственной близости от размыва находилось и русло Нарвы. В условиях Лимневой трансгрессии, Нарва сильно изгибалась и тоже могла поспособствовать размыву пересыпи. В конце концов, на месте размыва Нарва нашла более короткий путь (с бо́льшим уклоном, чем в Лужскую губу) в Балтику и сформировала своё новое устье. Сначала оно располагалось в районе песчаного массива Чёртова гора, а по мере регрессии Балтики, смещалось к северу, впадая в залив на месте современного озера Вяйкне (Тихое), которое, по сути, и является участком древнего русла Нарвы. Отделившейся участок Нарвы от деревни Венекюля до Большого Куземкино как раз и стал Россонью, соединившей Нарву и Лугу.
Река Нарва сохраняла своё устье в районе Вяйкне до XIII века н. э.. После этого происходит его переброс на 6 км к юго-западу, туда, где оно находится в настоящее время (Усть-Нарва). Это произошло не за счёт миграции русла, что доказывают параллельные гряды на Мерикюльской пересыпи в районе Магербурга (урочище), расположенные между озером Вяйкне и современным устьем Нарвы. Эти гряды морского происхождения и являются древними береговыми валами атлантического-субатлантического времени с насаженными на них дюнами. Они перпендикулярны руслу Нарвы и оси озера Вяйкне. Образование нового устья Нарвы может быть связано с интенсивным европейским культурным освоением этой территории (заложения города Нарвы и установления торговых связей) в XIII веке.

## Данные водного реестра
По данным государственного водного реестра России относится к Балтийскому бассейновому округу, водохозяйственный участок реки — Луга от водомерного поста Толмачёво до устья. Относится к речному бассейну реки Нарва (российская часть бассейна).
Код объекта в государственном водном реестре — 01030000612002000026667.